# Ben Streubel

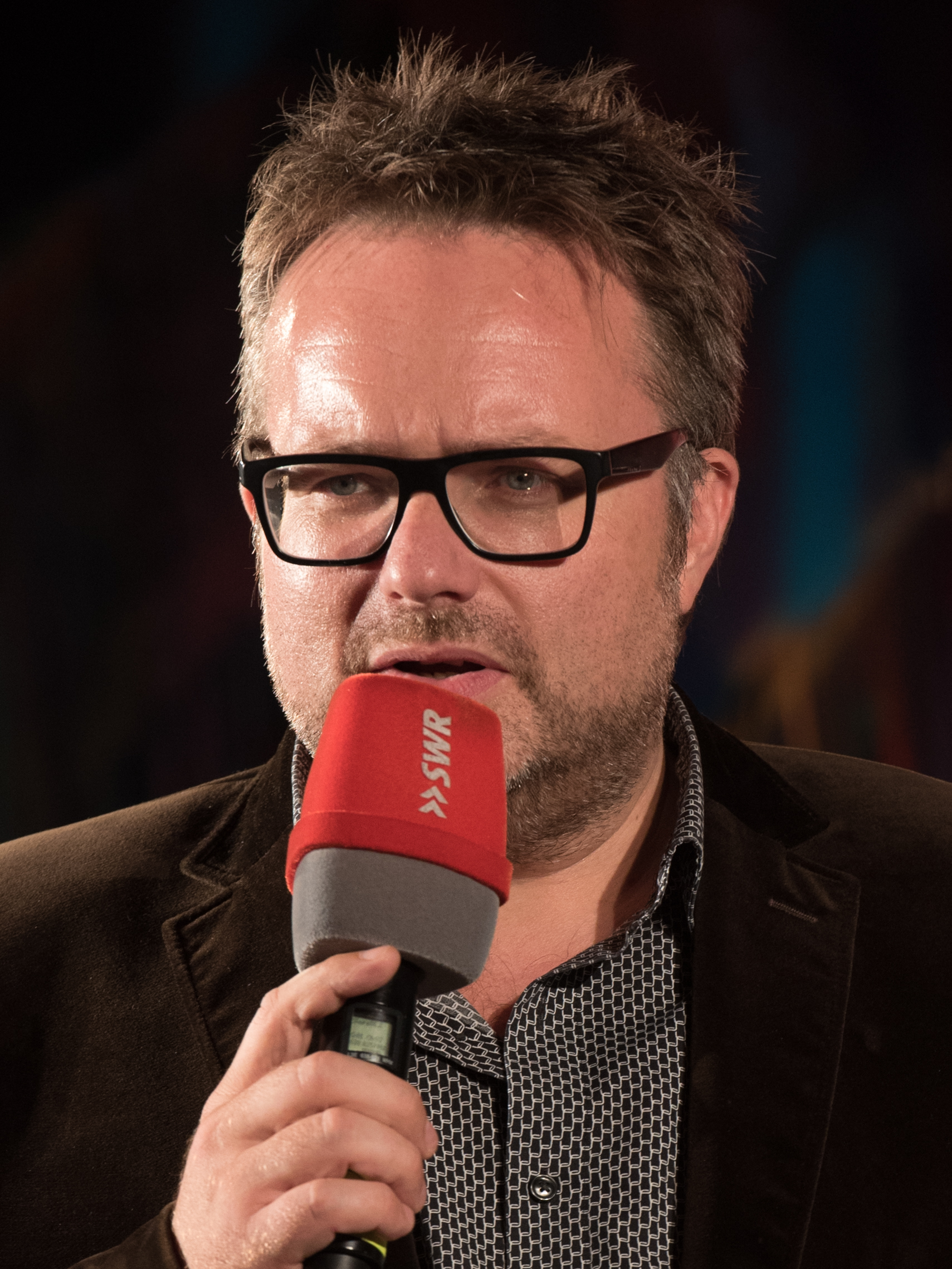
Ben Streubel, 2016

Benjamin Werner Streubel (* 16. Mai 1970 in Weilburg/Lahn) ist ein deutscher Hörfunkmoderator. Er ist bekannt durch seine Nachtmoderationen in SWR3/ARD-Popnacht.

## Leben
Streubel wuchs als jüngster von drei Brüdern im Westerwald auf. Er machte 1989 sein Abitur am Gymnasium Philippinum Weilburg und studierte Germanistik und Geographie auf Lehramt an der Julius-Maximilians-Universität Würzburg.
Er moderierte während seines Zivildienstes 1989 beim Krankenhausfunk Radio St. Vincenz im St. Vincenz-Krankenhaus Limburg. Von 1990 bis 1994 moderierte er bei Radio Gong (heute 106,9 Radio Gong) in Würzburg, ab 1993 auch bei Hit-Radio Antenne 1 (heute Antenne 1) in Stuttgart als Morningman. Seit 1998 arbeitet Streubel, auch genannt „Bennibär“, bei SWR3. Seit 2002 moderiert er regelmäßig die Nachtsendung Luna, die im Rahmen der ARD-Popnacht auch bei acht weiteren ARD-Popwellen ausgestrahlt wird. Außerdem war er regelmäßig als Live Lyrix-Man für SWR3 auf Tournee.
Streubel sitzt jährlich in der Jury des „Panikpreises“ der Udo-Lindenberg-Stiftung zur Förderung von Nachwuchsmusikern.

## Zitate
„Ich bin ja bekanntlich eher die NACHTigall als die frühe Lerche, daher höre ich viel Radio nachts. Logisch die ARD-Popnacht mit Ben Streubel von SWR3, da liegt sofort eine prickelnde Stimmung in der Luft. Bei dieser Stimme kann man ja gar nicht mehr einschlafen.“

## Hörbücher
- Marco Polo Hörbuch Berlin [Audio-CD], Ostfildern, 2007, ISBN 3-82970-850-5 (Sprecher)
- Marco Polo Hörbuch Hamburg [Audio-CD], Ostfildern, 2007, ISBN 3-82970-851-3 (Sprecher)
- Marco Polo Hörbuch London [Audio-CD], Ostfildern, 2007, ISBN 3-82970-852-1 (Sprecher)
- Marco Polo Hörbuch München [Audio-CD], Ostfildern, 2007, ISBN 3-82970-853-X (Sprecher)
- Marco Polo Hörbuch Paris [Audio-CD], Ostfildern, 2007, ISBN 3-82970-854-8 (Sprecher)
- Marco Polo Hörbuch Wien [Audio-CD] Ostfildern, 2007, ISBN 3-82970-855-6 (Sprecher)